# Musée de la marine d'Étaples
Le Musée de la marine d'Étaples permet de découvrir l'habitat, les costumes, la vie des marins et des femmes de marins, il est situé à Étaples dans le département du Pas-de-Calais en France.
Le musée fait partie du réseau des musées du pays du Montreuillois appelé patrimoine et musées en pays du montreuillois (2P2M) et qui regroupe les musées des villes du Touquet-Paris-Plage, Étaples, Montreuil et Berck.
La commune dispose de deux autres musées, le musée Quentovic d'Étaples et Maréis.

## Localisation
Le musée est situé 70b boulevard de l'Impératrice à Étaples, dans l’ancienne halle aux poissons construite en 1874.

## Historique
Le musée témoigne, sur plus de 600 m2 d’exposition, du passé de la commune, un important port de pêche au début du XXe siècle. Une centaine de bateaux de pêche côtière y accostaient. Aujourd’hui l’ensemble de la flottille est basée au port de Boulogne-sur-Mer.
Ce musée associatif ouvre ses portes en 1992. Ses collections sont constituées d’objets donnés par les pêcheurs étaplois, elles s’étoffent régulièrement par d’autres dons et des acquisitions.

## Visite du musée
Le musée de la Marine présente l'histoire et les traditions de la pêche artisanale et permet de découvrir l'évolution de la flottille du XXe siècle à nos jours, mais aussi l'habitat maritime local ainsi que les différentes techniques de pêche et les costumes traditionnels.
Au cours de leur visite, les visiteurs peuvent consulter des fiches qui présentent les différentes salles. Les personnes à déficience visuelle ont à leur disposition des documents adaptés. Des projections vidéo complètent ce voyage dans le passé présentant l’évolution du chalutage, la préparation du poisson pour sa commercialisation.

### Plan du musée
Le musée est installé sur trois niveaux avec une circulation qui se fait de la droite vers la gauche.
Le rez-de-chaussée est consacré à la navigation avec crevettier, barques et passerelle de chalutier, dans la salle à droite de l'entrée, l'habitat, coutumes locales et religion.
Ensuite, dans le premier demi-étage de droite, se trouvent les costumes de cérémonies et vêtements de travail, puis au deuxième étage, l'évolution des bateaux, du voilier au chalutier. 
Dans le demi-étage de gauche, le sauvetage en mer, et retour au rez-de-chaussée, avec dans la salle à gauche de l'entrée, les métiers anciens, tonnelier, charpentier de marine, forgeron, cordonnier et voilier.

## Galerie

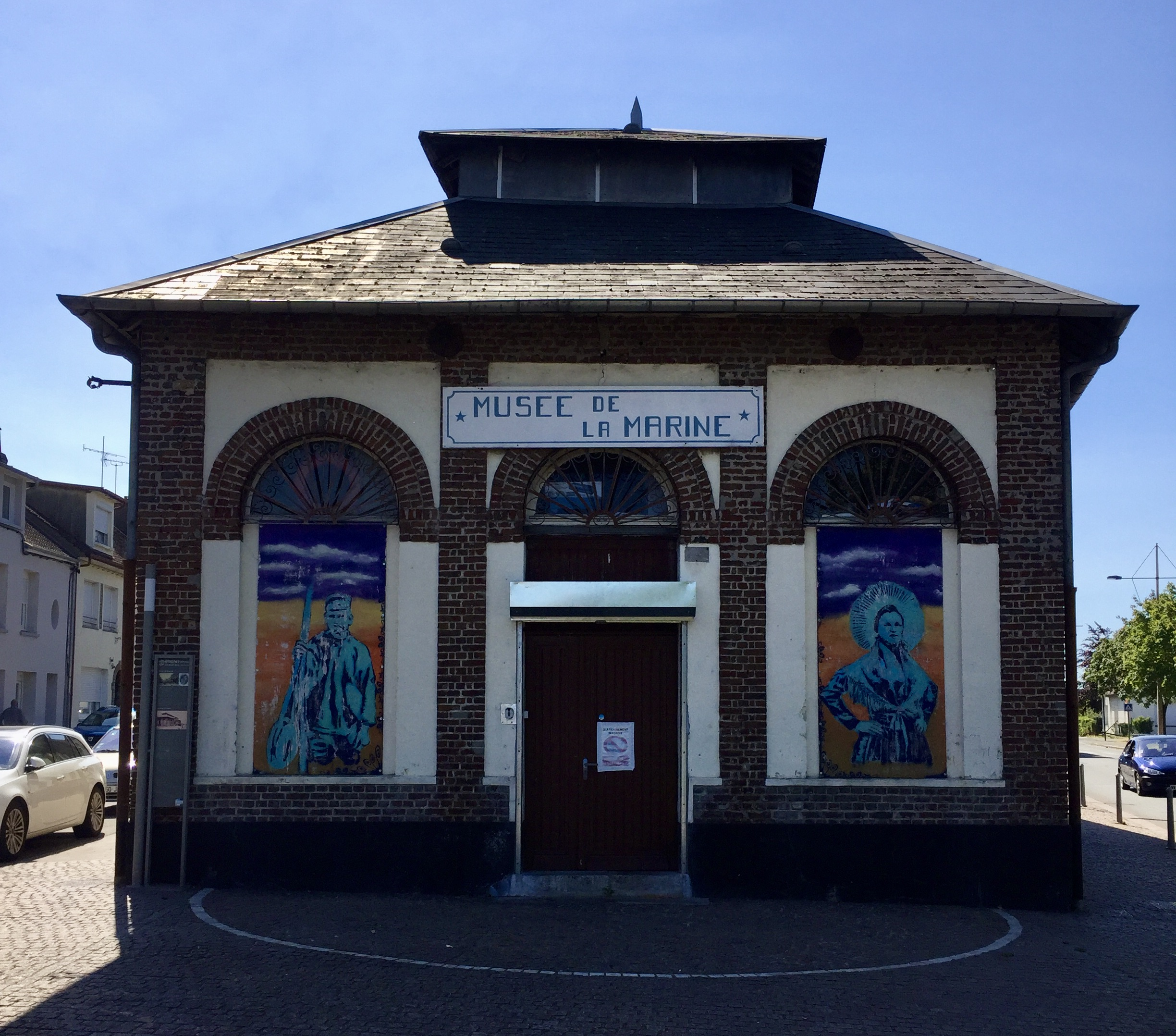
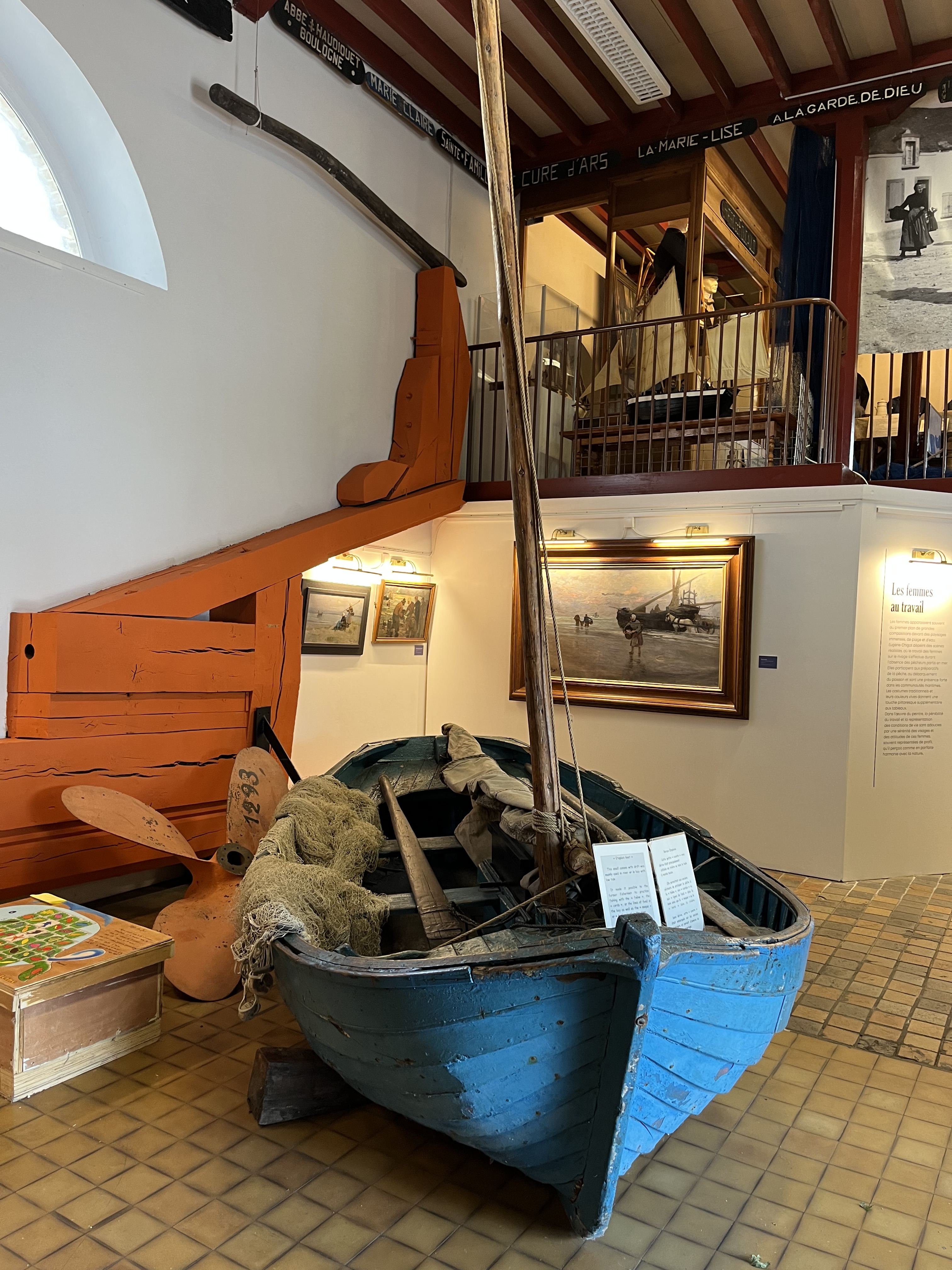
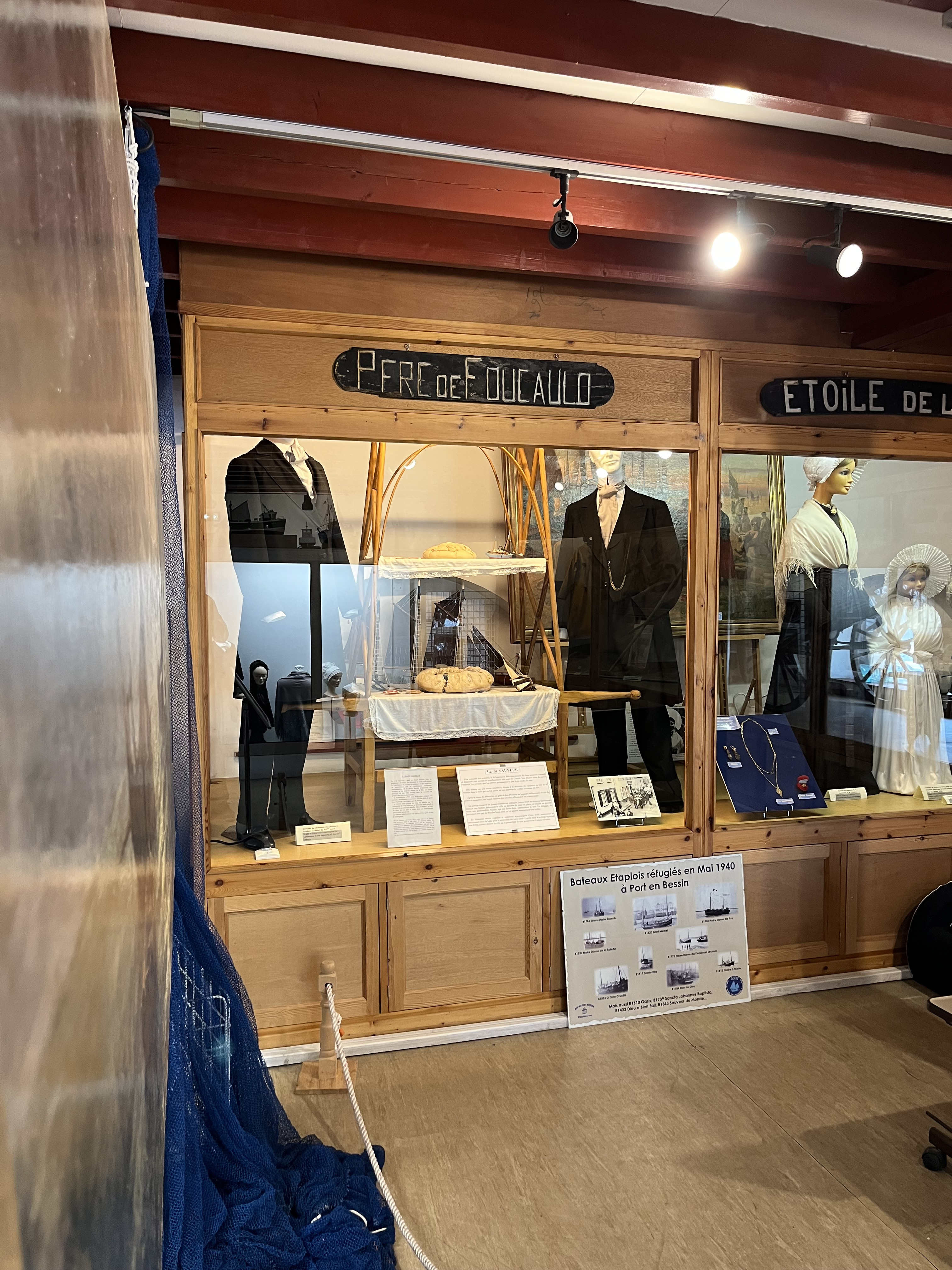
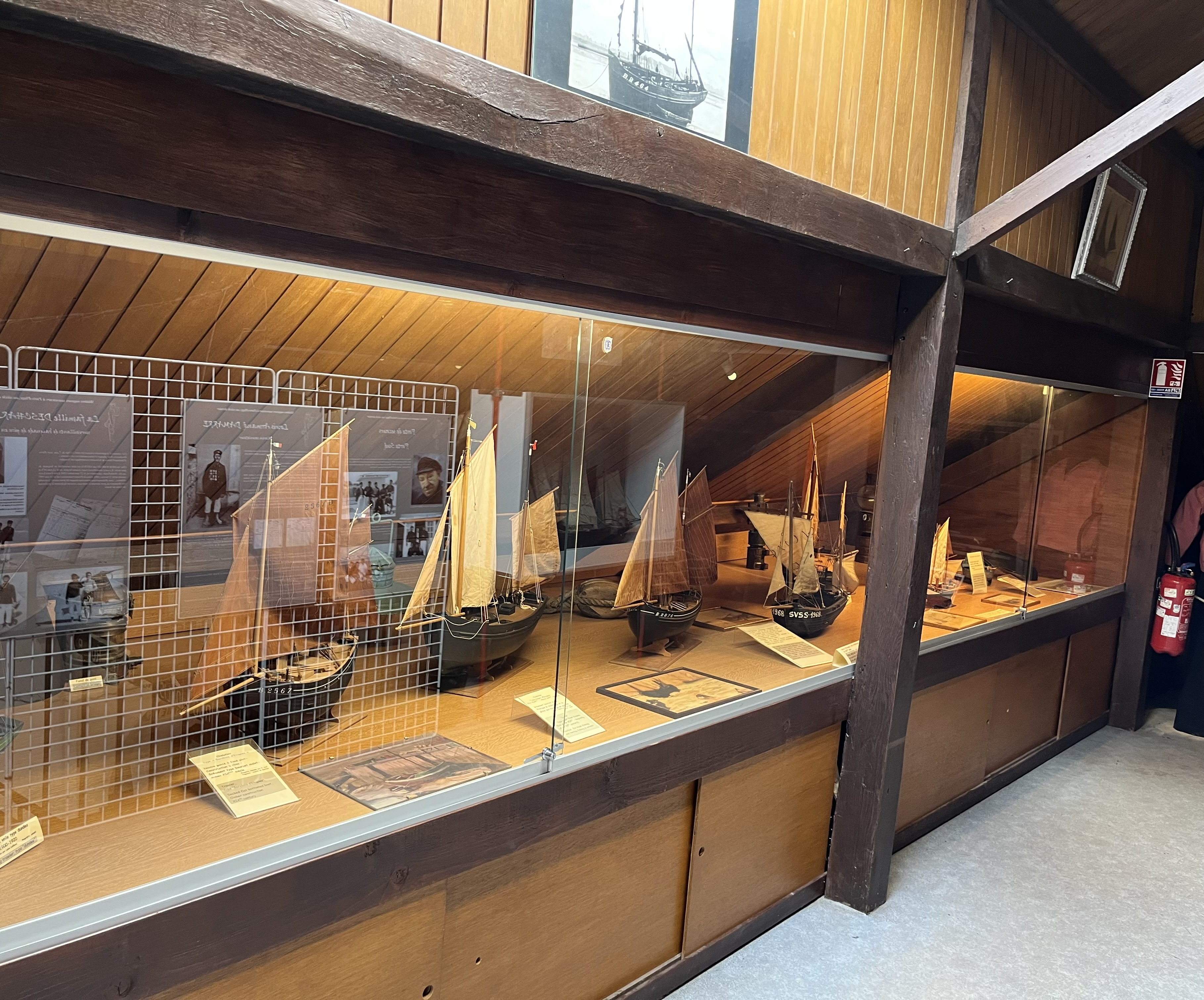
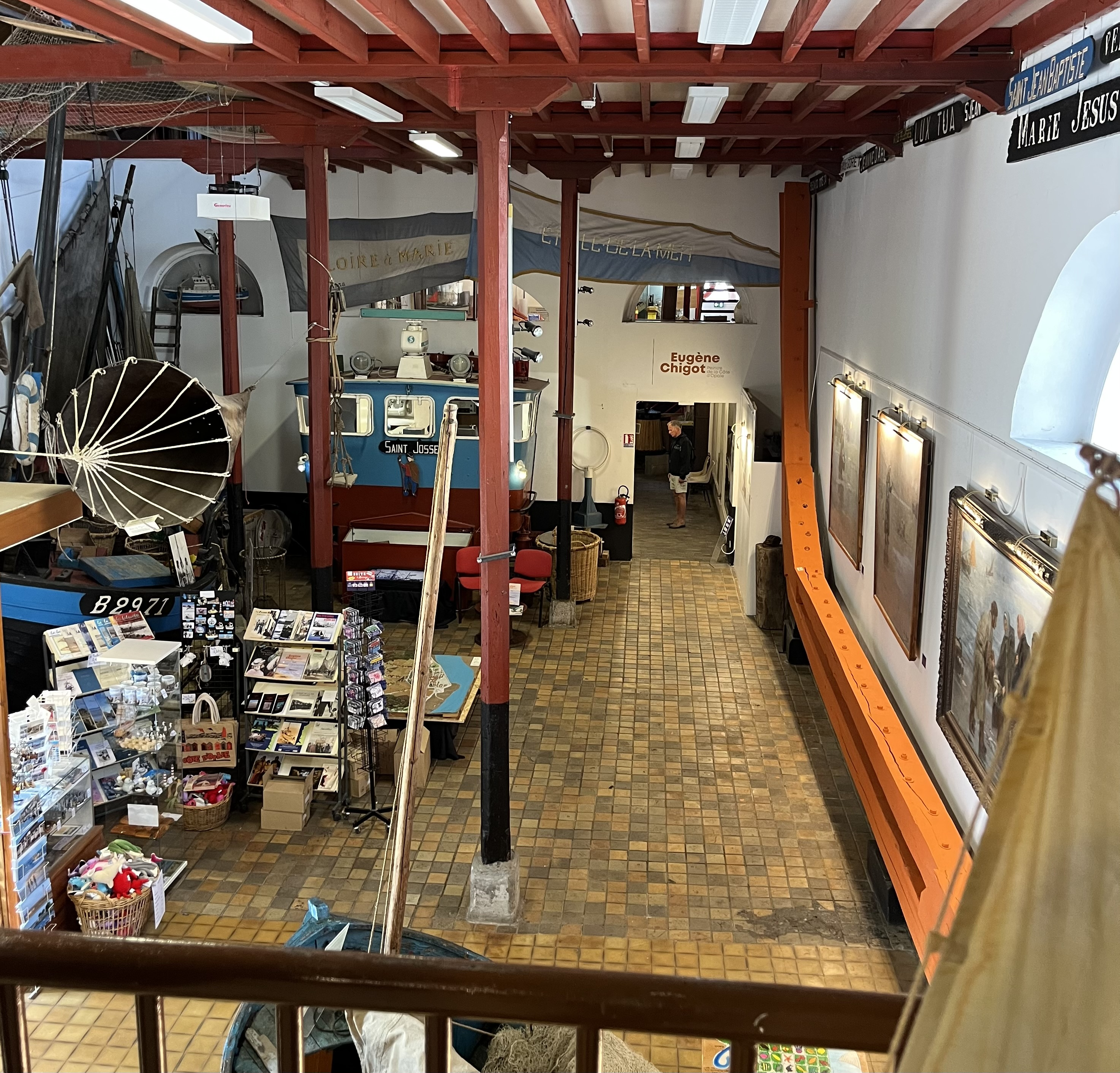

## Expositions temporaires
Du 24 juin au 31 décembre 2023, le musée accueille l'exposition « Eugène Chigot - peintre de la Côte d'Opale ». Cette exposition est partagée avec la salle d'exposition du port départemental d'Étaples située à une centaine de mètres du musée.

## Pour approfondir